# Armenska četvrt
Armenska četvrt (arm.: Հայերեն Եռամսյակ, Hayeren Yerramsyak; ar.: حارة الأرمن‎, Ḩāra al-Armen) je jedna od četiri četvrti Starog grada Jeruzalema.
To je najmanja četvrt Starog grada i u njoj boravi tek oko 500 Armenaca od 2 500 koliko ih je u Jeruzalemu (2001.). Većinu četvrti posjeduje Jeruzalemska patrijarhija Armenske apostolske Crkve, koja posjeduje i vrijedne posjede na drugim mjestima u gradu.
Jedan od glavnih razloga za postojanje Armenske četvrti je religijska i etnička pripadnost Armenaca. Armenci, za razliku od većine ostalih kršćana u Izraelu, nisu Arapi, oni su etnički Armenci. Razlog njihove etničke pripadnosti ne bi trebao biti produbljen, osim što bi rekli da su oni bili homogena skupina, vjenčajući se između sebe tijekom godina i čuvajući armensku kulturu netaknutu.